# John Button

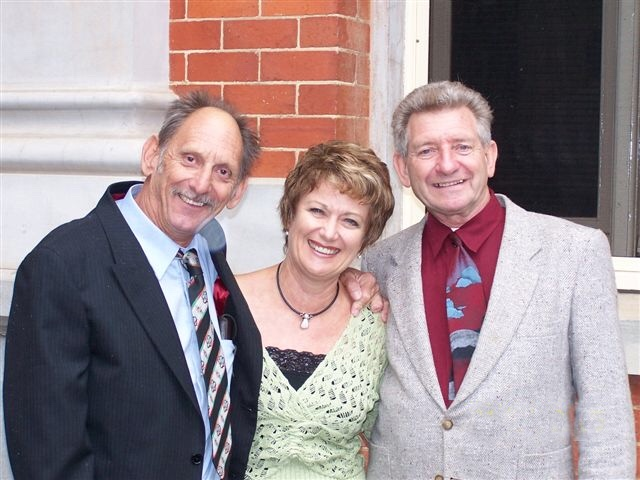
John Button (direita) com Darryl Beamish (esquerda) e Estelle Blackburn (centro)

John Button (Liverpool, 9 de fevereiro de 1944) é um inglês residente da Austrália Ocidental, que indevidamente passou cinco anos de prisão por homicídio involuntário. Ele foi acusado e condenado, mas posteriormente o serial killer Eric Edgar Cooke mais tarde confessou o homicídio no corredor da morte.
Button foi condenado a 10 anos em 1963 pela morte de sua namorada. Ele foi preso em Fremantle Prisional junto com Cooke. Após 39 anos, o Tribunal Criminal de Recurso anulou sua condenação, em 2002, após provas Cooke provou que era o culpado mais provável.
Button lançou o Western Australian Innocence Project, que visa libertar os condenados injustamente.
John Button não é pai do piloto de Fórmula 1 Jenson. O pai do campeão mundial de 2009, que também se chama John Button, foi piloto de rally nos anos 70. E morreu aos 68 anos no dia 13/1/2014